# Jakub Chmielewski
Jakub Leszek Chmielewski (ur. 24 lipca 1947 w Ślepietnicy, część wsi Łęki Szlacheckie) – polski działacz samorządowy i społeczny, menedżer, opozycjonista w PRL, w latach 1990–1994 przewodniczący Sejmiku Samorządowego Województwa Płockiego.

## Życiorys
Jeden z czworga dzieci Wacława i Janiny. Jego rodzice walczyli w Armii Krajowej, a po wojnie prowadzili gospodarstwo rolne. Jako kilkulatek stracił dwa palce w wybuchu pocisku pozostałego po II wojnie światowej. Ukończył Technikum Przemysłu Szklarskiego w Piotrkowie Trybunalskim jako mechanik (1967) i Wydział Zarządzania Uniwersytetu Warszawskiego (1998). W okresie 1969–1970 członek Związku Młodzieży Socjalistycznej, a w latach 1973–1981 członek Stowarzyszenia Inżynierów, Techników Przemysłu Chemicznego. Pracował kolejno jako konserwator aparatury w Mazowieckich Zakładach Rafineryjnych i Petrochemiczne w Płocku (1967–1968), technolog w Przedsiębiorstwie Automatyki Przemysłowej Mera-Pnefal w Warszawie (1968–1973), starszy asystent projektanta w płockiej rafinerii (1973–1982). W 1976 uczestniczył w protestach przeciwko wydarzeniom radomskim, w kolejnych latach był kolporterem czasopism niezależnych.
Był mężem zaufania oddelegowanym do Centralnej Rady Związków Zawodowych. Od września 1980 członek Niezależnym Samorządnym Związkiem Zawodowym „Solidarność”, został sekretarzem i wiceprzewodniczącym Komitetu Zakładowego w MZRiP, a także współzałożycielem i kolporterem zakładowego pisma „Wprost”. Zasiadał w Zarządzie Regionu Płockiego „S”, w 1981 był delegatem na Wojewódzki Zjazd Delegatów. Zakładał regionalny Komitety Obrony Więzionych za Przekonania. Od 13 grudnia 1981 do 29 listopada 1982 internowany w ośrodkach odosobnienia we Włocławku-Mielęcinie i Kwidzynie (uczestniczył w proteście głodowym w pierwszym z tych miejsc, w drugim został zaś pobity). Po 1982 poddawany represjom władz i inwigilacji, pozostał działaczem opozycji. Był kolporterem wydawnictw i czasopism podziemnych, współzałożycielem biblioteki opozycyjnej oraz biuletynu „Petrochemia”. Był współorganizatorem mszy za Ojczyznę w kościele św. Stanisława Kostki w Płocku, zaś w latach 1987–1992 członkiem płockiego Klubu Inteligencji Katolickiej. Do marca 1983 pozostawał bezrobotny, następnie pracował: jako projektant w Przedsiębiorstwie Automatyki Przemysłowej Mera-Pnefal (1983–1984) i w Mercompie w Płocku (1984), kierownik i dyrektor technicznym w Przedsiębiorstwie Zagranicznym Arston w Grabiach Polskich (1984–1989, przewodniczący tamtejszej Tymczasowej Komisji Zakładowej „Solidarności”), dyrektor ds. produkcji w Amarylu Łomianki (1989) oraz dyrektor w Przedsiębiorstwie Zagranicznym Mistral w Płocku (1989–1990).
W latach 1990–2009 ponownie członek NSZZ „Solidarność”. W kadencji 1990–1994 radny Płocka z ramienia Komitetu Obywatelskiego „Solidarność”, następnie do 1998 szef Płockiego Ruchu Samorządowego. W latach 1990–1998 delegat do sejmiku samorządowego województwa płockiego i do 1994 jego pierwszy przewodniczący. W 1991 kandydował do Senatu z okręgu płockiego. Znalazł się w składzie władz Krajowego Sejmiku Samorządu Terytorialnego I kadencji. W latach 1994–2013 pracował jako kierownik działu, projektant i prezes ds. inwestycji w Zakładzie Budowy Aparatury Grupy Orlen. W 2009 przeszedł na emeryturę. Był przewodniczącym Stowarzyszenia Miast Siostrzanych, a także członkiem władz innych organizacji, m.in. Fundacji Kaskada Dolnej Wisły, Stowarzyszenia Ratunek dla Płocka, płockiego oddziału Światowego Związku Żołnierzy Armii Krajowej i Stowarzyszenia Patriotycznego w Płocku.
Żonaty, ma córkę i syna.

## Odznaczenia
Odznaczony Srebrnym (1998) i Złotym (2003) Krzyżem Zasługi, Krzyżem Wolności i Solidarności (2016) oraz Krzyżem Oficerskim Orderu Odrodzenia Polski (2009).